# باول ماسون
باول ماسون (بالإنجليزية: Paul Mason)‏ (3 سبتمبر 1963 بليفربول في المملكة المتحدة - ) هو لاعب كرة قدم بريطاني في مركز الوسط. لعب مع إيبسويتش تاون ونادي أبردين ونادي غرونينغن.

## وصلات خارجية
- باول ماسون على موقع قاعدة بيانات كرة القدم.إي يو (الإنجليزية)
- باول ماسون على موقع Soccerbase.com (لاعب) (الإنجليزية)
- باول ماسون على موقع عالم كرة القدم.نت (الإنجليزية)